# Mart Remans
Mart Remans (Eygelshoven, 21 juni 1998) is een Nederlands voetballer die als aanvaller speelt. Hij verruilde in 2024 MVV Maastricht voor TOP Oss.

## Carrière
Mart Remans speelde in de jeugd van Laura Hopel Combinatie en Roda JC Kerkrade. Vanaf 2018 maakte hij deel uit van de eerste selectie van Roda JC, waar hij debuteerde op 17 augustus 2018, in de met 2-1 gewonnen thuiswedstrijd tegen Jong Ajax. Hij kwam in de 90+3e minuut in het veld voor Mitchel Paulissen. Hij moest het doen met schaarse invalbeurten, maar veroverde in de loop van het seizoen een basisplek. Hij scoorde in zijn eerste seizoen in het profvoetbal zes doelpunten. In het seizoen erna kreeg hij amper speelminuten.  
Voor het seizoen 2020/21 werd Remans verhuurd aan TOP Oss. Hij debuteerde voor de club op 10 oktober 2020, tegen Telstar (1-1). De wedstrijde erna, tegen FC Den Bosch, scoorde hij zijn eerste doelpunt (2-0). Op 5 februari 2021 maakte hij een hattrick tegen Jong AZ (6-0). In de laatste speelronde scoorde hij tegen zijn club Roda JC Kerkrade (2-0), wat zijn totaal op 11 doelpunten bracht in 23 wedstrijden. 
Medio 2021 tekende Remans voor drie seizoenen bij MVV Maastricht. Hij debuteerde op 27 augustus 2021 tegen FC Volendam (0-5). De wedstrijd erna scoorde hij twee keer tegen Telstar (3-0). Op 26 oktober 2021 maakte Remans een hattrick tegen ACV Assen, in de eerste ronde van de KNVB Beker (3-0). Hiermee won MVV voor het eerst sinds 2014 een bekerwedstrijd. In zijn eerste seizoen scoorde hij 11 keer in 34 wedstrijden. Ook de seizoenen 2022/23 en 2023/24 was Remans veelal basisspeler. In totaal speelde hij in drie seizoenen exact 100 wedstrijden, waarin hij 23 keer het net wist te vinden. 
Medio 2024 keerde Remans terug bij TOP Oss. In het seizoen 2024/25 speelde hij 28 wedstrijden, maar wist niet te scoren. 

## Statistieken
| Seizoen | Club             | Competitie     | Competitie | Competitie | Beker | Beker | Overig | Overig | Totaal | Totaal |
| Seizoen | Club             | Competitie     | Wed.       | Dlp.       | Wed.  | Dlp.  | Wed.   | Dlp.   | Wed.   | Dlp.   |
| ------- | ---------------- | -------------- | ---------- | ---------- | ----- | ----- | ------ | ------ | ------ | ------ |
| 2018/19 | Roda JC Kerkrade | Eerste divisie | 26         | 6          | 2     | 0     | 0      | 0      | 28     | 2      |
| 2019/20 | Roda JC Kerkrade | Eerste divisie | 14         | 1          | 1     | 0     | 0      | 0      | 15     | 1      |
| 2020/21 | Roda JC Kerkrade | Eerste divisie | 4          | 0          | 0     | 0     | 0      | 0      | 4      | 0      |
| 2020/21 | → TOP Oss        | Eerste divisie | 23         | 11         | 1     | 0     | 0      | 0      | 24     | 11     |
| 2021/22 | Roda JC Kerkrade | Eerste divisie | 2          | 0          | 0     | 0     | 0      | 0      | 2      | 0      |
| 2021/22 | MVV Maastricht   | Eerste divisie | 32         | 8          | 2     | 3     | 0      | 0      | 34     | 11     |
| 2022/23 | MVV Maastricht   | Eerste divisie | 29         | 5          | 1     | 0     | 2      | 0      | 32     | 5      |
| 2023/24 | MVV Maastricht   | Eerste divisie | 33         | 7          | 1     | 0     | 0      | 0      | 34     | 7      |
| 2024/25 | TOP Oss          | Eerste divisie | 27         | 0          | 1     | 0     | 0      | 0      | 28     | 0      |
| Totaal  | Totaal           | Totaal         | 190        | 38         | 9     | 3     | 2      | 0      | 201    | 41     |

Bijgewerkt op 7 juni 2025.